# 张贵 (宋朝)
张贵（？—1272年），南宋将领，绰号竹园张。
咸淳八年（1272年），元朝军队围攻襄阳五年，他和张顺率领应募敢死队三千人驰援，突破封锁，进入襄阳。后来率军突围，迎接郢州援军，在龙尾洲和元军激战，力战牺牲。